# Чемпионат России по кёрлингу среди смешанных команд
Чемпионат России по кёрлингу среди смешанных команд (Чемпионат России по кёрлингу в дисциплине микст) — ежегодное соревнование российских команд по кёрлингу среди смешанных команд (состоящих из двух мужчин и двух женщин; микст; англ. mixed curling). Проводится с 2006 года (?). Организатором является Федерация кёрлинга России.

## Годы, города проведения и призёры
| Год  | Город       | 1-е место | 2-е место | 3-е место |
| ---- | ----------- | --- | --- | --- |
| 2006 | Москва      | «Сборная Москвы» | «СКА-1» (Санкт-Петербург) | «СКА-2» (Санкт-Петербург) |
| 2007 | Москва      | «ЭШВСМ Москвич-2» Александр Кириков (скип), ?, ?                                                                                         | «Московская область» Татьяна Смирнова (скип), ?, ?                                                                                     | «СКА-2» (Санкт-Петербург) Станислав Семёнов (скип), ?, ? |
| 2008 | Москва      | «ЭШВСМ Москвич-1» Александр Кириков (скип), Дарья Козлова, Алексей Камнев, Юлия Светова, Денис Килба, Александра Саитова                 | «Сборная Москвы» Артём Болдузев (скип), Екатерина Галкина, Алексей Стукальский, Екатерина Антонова, Вадим Раев, Ольга Зябликова        | ??? «Москвич-2» Маргарита Фомина, Александр Козырев, Мария Горбоконь, Дмитрий Абанин, Анна Лобова, Д. Абанин (повтор?) «Москвич-1» Андрей Дроздов (скип), Анна Сидорова, Роман Кутузов, Галина Арсенькина, Виктория Макаршина |
| 2009 | Дмитров     | «ЭШВСМ Москвич-1» Александр Кириков (скип), Маргарита Фомина, Роман Кутузов, Екатерина Галкина                                           | «Сборная Москвы» Анна Сидорова (скип), Виктор Корнев, Александра Саитова, Владимир Собакин                                             | «Москва» Ольга Жаркова (скип), Алексей Стукальский, Анна Антонюк, Антон Калалб |
| 2010 | Дмитров     | «ЭШВСМ Москвич-1» Александр Кириков (скип), Ольга Жаркова, Вадим Школьников, Ольга Зябликова, Анна Лобова                                | «Москвич-1» Артём Болдузев (скип), Маргарита Фомина, Антон Калалб, Виктория Макаршина                                                  | «Адамант-1» (Санкт-Петербург) Артур Ражабов (скип), Оксана Гертова, Пётр Дрон, Олеся Глущенко |
| 2011 | Дмитров     | «Москва» Артём Болдузев (скип), Маргарита Фомина, Антон Калалб, Ольга Зябликова                                                          | «Адамант-1» (Санкт-Петербург) Алексей Целоусов (скип), Алина Ковалёва, Алексей Камнев, Юлия Задорожная                                 | «ЭШВСМ Москвич-1» Людмила Прививкова (скип), Вадим Школьников, Кира Езех, Владимир Собакин |
| 2012 | Дмитров     | «СДЮСШОР Москвич-2» Роман Кутузов (скип), Кира Езех, Вадим Раев, Екатерина Галкина, Сергей Манулычев, Татьяна Макеева                    | «Москва-1» Маргарита Фомина (скип), Алексей Стукальский, Александра Саитова, Антон Калалб, Владимир Собакин, Татьяна Макеева           | «Московская область-1» (Дмитров) Михаил Васьков (скип), Анастасия Москалёва, Александр Коршунов, Марина Веренич |
| 2013 | Дмитров     | «Санкт-Петербург 1» Андерс Краупп (скип), Вита Моисеева, Александр Орлов, Мария Дуюнова, Владислав Гончаренко                            | «Москва 1» Роман Кутузов (скип), Александра Саитова, Вадим Раев, Валерия Шелкова                                                       | «Московская область 1» (Дмитров) Михаил Васьков (скип), Анастасия Москалёва, Александр Коршунов, Марина Веренич |
| 2014 | Дмитров     | «Сборная Санкт-Петербурга-1» Алексей Целоусов (скип), Алина Ковалёва, Алексей Тимофеев, Елена Ефимова                                    | «УОР №2» (Санкт-Петербург) Пантелеймон Лаппо (скип), Анастасия Брызгалова, Иван Александров, Мария Рустамова, Семён Осипов             | «Сборная Московской области-2» (Дмитров) Василий Тележкин (скип), Дарья Морозова, Алексей Куликов, Марина Вдовина, Алексей Тузов                                                                                              |
| 2015 | Сочи        | «Санкт-Петербург-1» Алина Ковалёва, Алексей Целоусов (скип),Ульяна Васильева, Евгений Климов                                             | «Санкт-Петербург-2» Александр Крушельницкий (скип), Мария Дуюнова, Даниил Горячев, Яна Гаршина                                         | «Сборная Москвы» Александр Кириков (скип), Виктория Макаршина, Вадим Школьников, Елизавета Лебедева |
| 2016 | Дмитров     | «Сборная Санкт-Петербурга 2» Александр Крушельницкий (скип), Анастасия Брызгалова, Даниил Горячев, Мария Дуюнова                         | «Краснодарский край» Ольга Жаркова (скип), Роман Кутузов, Галина Арсенькина, Александр Козырев                                         | «Сборная Санкт-Петербурга 1» Алина Ковалёва (скип), ?, ? |
| 2017 | Сочи        | «Санкт-Петербург 1» Александр Крушельницкий (скип), Анастасия Брызгалова, Даниил Горячев, Мария Дуюнова                                  | «Санкт-Петербург 3» Андрей Дроздов (скип), Вероника Тепляшина, Пётр Дрон, Маргарита Евдокимова                                         | «Краснодарский край 1» Ольга Жаркова (скип), Сергей Глухов, Юлия Портунова, Дмитрий Миронов |
| 2018 | Новосибирск | «Новосибирская область 1» Артём Шмаков (скип), Екатерина Кунгурова, Никита Кукунин, Александра Стояросова                                | «Московская область 1» Александр Ерёмин (скип), Дарья Морозова, Алексей Тузов, Ирина Рязанова                                          | «Санкт-Петербург 2» Алексей Стукальский (скип), Анастасия Халанская, Олег Красиков, Аида Афанасьева |
| 2019 | Новосибирск | «Санкт-Петербург 1» Алексей Стукальский (скип), Мария Ермейчук, Олег Красиков, Анастасия Халанская                                       | «Московская область 1» Александр Ерёмин (скип), Анастасия Москалёва, Алексей Тузов, Дарья Морозова                                     | «Санкт-Петербург 3» Артур Ражабов (скип), Мария Дроздова, Пантелеймон Лаппо, Маргарита Евдокимова |
| 2020 | Дмитров     | «Санкт-Петербург 3» Алексей Тимофеев (скип), Ирина Низовцева, Евгений Климов, Надежда Белякова, тренер: Анастасия Брызгалова             | «Московская область 1» Александр Ерёмин (скип), Анастасия Москалёва, Алексей Тузов, Дарья Морозова, тренеры: А.Д. Грецкая, Т.А. Лукина | «Новосибирская область» Артём Шмаков, Александра Стояросова, Иван Казачков, Екатерина Кунгурова, тренеры: Артём Шмаков, А.Н. Артемьев                                                                                         |
| 2021 | Новосибирск | «ШВСМ по ЗВС» (Санкт-Петербург) Константин Манасевич, Анастасия Бабарыкина, Александр Орлов (скип), Анастасия Беликова                   | «Московская область 1» Михаил Васьков (скип), Ольга Котельникова, Алексей Тузов, Дарья Морозова                                        | «Санкт-Петербург 2» Алексей Стукальский (скип), Нкеирука Езех, Олег Красиков, Анастасия Халанская |
| 2022 | Новосибирск | «Московская область 1» Михаил Васьков (скип), Анастасия Москалёва, Александр Ерёмин, Дарья Морозова, тренеры: Т.А. Лукина, А.Д. Грецкая  | «Санкт-Петербург 2» Алексей Стукальский (скип), Нкеирука Езех, Олег Красиков, Диана Маргарян                                           | «Санкт-Петербург 1» Александр Крушельницкий (скип), Анастасия Бабарыкина, Даниил Горячев, Анастасия Белякова, тренер: Я.А. Гаршина                                                                                            |
| 2023 | Иркутск     | «Московская область 1» Михаил Васьков (скип), Дарья Морозова, Александр Ерёмин, Анастасия Москалёва, тренер: Т.А. Лукина                 | «Иркутская область — Комсомолл 1» Николай Лысаков, Елизавета Трухина (скип), Михаил Власенко, Нина Поликарпова, тренер: А.В. Трухина   | «Новосибирская область 2» Константин Козич (скип), Виктория Сачкова, Даниил Зазульских, Арина Киль, тренер: А.С. Шмаков |
| 2024 | Иркутск     | «Московская область 1» Михаил Васьков, Ирина Рязанова, Александр Ерёмин (скип), Анастасия Мищенко, тренеры: В.Н. Гудин, А.В. Стукальский | «Сборная Москвы» Тимофей Насонов (скип), Мария Цебрий, Григорий Лавров, Дарья Цхведанашвили, тренер: Д.Ю. Андрианов                    | «Красноярский край» Валентин Андреев, Анна Самойлик (скип), Владимир Морозов, Анастасия Косогор |
| 2025 | Иркутск     | «Иркутская область — Комсомолл 3» Валерия Денисенко, Николай Лысаков, Елизавета Трухина (скип), Андрей Дудов, тренер: А.В. Трухина       | «Новосибирская область 2» Иван Казачков (скип), Александра Стояросова, Даниил Зазульских, Александра Мозжерина, тренер: А.С. Шмаков    | «Санкт-Петербург 2» Даниил Горячев (скип), Анастасия Бабарыкина, Кирилл Паранин, Анастасия Беликова, тренер: Д.О. Горячев |

## Медальный зачёт по кёрлингистам
(вне зависимости от пола игрока; по состоянию на после чемпионата 2025 года)
| Кёрлингист                 | 1 | 2 | 3 |
| -------------------------- | - | - | - |
| Александр Кириков          | 4 |   | 1 |
| Александр Ерёмин           | 3 | 3 |   |
| Михаил Васьков             | 3 | 1 | 2 |
| Мария Дуюнова              | 3 | 1 |   |
| Дарья Морозова             | 2 | 4 | 1 |
| Анастасия Москалёва        | 2 | 2 | 2 |
| Роман Кутузов              | 2 | 2 | 1 |
| Маргарита Фомина           | 2 | 2 | 1 |
| Даниил Горячев             | 2 | 1 | 2 |
| Алина Ковалёва             | 2 | 1 | 1 |
| Александр Крушельницкий    | 2 | 1 | 1 |
| Анастасия Брызгалова       | 2 | 1 |   |
| Екатерина Галкина          | 2 | 1 |   |
| Ольга Зябликова            | 2 | 1 |   |
| Алексей Целоусов           | 2 | 1 |   |
| Евгений Климов             | 2 |   |   |
| Александр Орлов            | 2 |   |   |
| Алексей Тимофеев           | 2 |   |   |
| Алексей Стукальский        | 1 | 3 | 3 |
| Александра Раева (Саитова) | 1 | 3 |   |
| Антон Калалб               | 1 | 2 | 1 |
| Артём Болдузев             | 1 | 2 |   |
| Вадим Раев                 | 1 | 2 |   |
| Ольга Жаркова              | 1 | 1 | 2 |
| Олег Красиков              | 1 | 1 | 2 |
| Александра Стояросова      | 1 | 1 | 1 |
| Алексей Камнев             | 1 | 1 |   |
| Николай Лысаков            | 1 | 1 |   |
| Татьяна Макеева            | 1 | 1 |   |
| Ирина Рязанова             | 1 | 1 |   |
| Елизавета Трухина          | 1 | 1 |   |
| Анастасия Бабарыкина       | 1 |   | 2 |
| Анастасия Халанская        | 1 |   | 2 |
| Вадим Школьников           | 1 |   | 2 |
| Анастасия Беликова         | 1 |   | 1 |
| Кира Езех                  | 1 |   | 1 |
| Екатерина Кунгурова        | 1 |   | 1 |
| Анна Лобова                | 1 |   | 1 |
| Артём Шмаков               | 1 |   | 1 |
| Надежда Белякова           | 1 |   |   |
| Ульяна Васильева           | 1 |   |   |
| Владислав Гончаренко       | 1 |   |   |
| Валерия Денисенко          | 1 |   |   |
| Андрей Дудов               | 1 |   |   |
| Мария Ермейчук             | 1 |   |   |
| Елена Ефимова              | 1 |   |   |
| Денис Килба                | 1 |   |   |
| Дарья Козлова              | 1 |   |   |
| Андерс Краупп              | 1 |   |   |
| Никита Кукунин             | 1 |   |   |
| Константин Манасевич       | 1 |   |   |
| Сергей Манулычев           | 1 |   |   |
| Анастасия Мищенко          | 1 |   |   |
| Виктория Моисеева          | 1 |   |   |
| Ирина Низовцева            | 1 |   |   |
| Юлия Светова               | 1 |   |   |

| Кёрлингист           | 1 | 2 | 3 |
| -------------------- | - | - | - |
| Алексей Тузов        |   | 4 | 1 |
| Виктория Макаршина   |   | 1 | 2 |
| Галина Арсенькина    |   | 1 | 1 |
| Андрей Дроздов       |   | 1 | 1 |
| Пётр Дрон            |   | 1 | 1 |
| Маргарита Евдокимова |   | 1 | 1 |
| Нкеирука Езех        |   | 1 | 1 |
| Даниил Зазульских    |   | 1 | 1 |
| Иван Казачков        |   | 1 | 1 |
| Александр Козырев    |   | 1 | 1 |
| Пантелеймон Лаппо    |   | 1 | 1 |
| Анна Сидорова        |   | 1 | 1 |
| Владимир Собакин     |   | 1 | 1 |
| Иван Александров     |   | 1 |   |
| Екатерина Антонова   |   | 1 |   |
| Михаил Власенко      |   | 1 |   |
| Яна Гаршина          |   | 1 |   |
| Юлия Задорожная      |   | 1 |   |
| Ольга Котельникова   |   | 1 |   |
| Григорий Лавров      |   | 1 |   |
| Диана Маргарян       |   | 1 |   |
| Александра Мозжерина |   | 1 |   |
| Тимофей Насонов      |   | 1 |   |
| Семён Осипов         |   | 1 |   |
| Нина Поликарпова     |   | 1 |   |
| Мария Рустамова      |   | 1 |   |
| Татьяна Смирнова     |   | 1 |   |
| Вероника Тепляшина   |   | 1 |   |
| Мария Цебрий         |   | 1 |   |
| Дарья Цхведанашвили  |   | 1 |   |
| Валерия Шелкова      |   | 1 |   |

| Кёрлингист         | 1 | 2 | 3 |
| ------------------ | - | - | - |
| Марина Веренич     |   |   | 2 |
| Александр Коршунов |   |   | 2 |
| Артур Ражабов      |   |   | 2 |
| Дмитрий Абанин     |   |   | 1 |
| Валентин Андреев   |   |   | 1 |
| Аида Афанасьева    |   |   | 1 |
| Анастасия Белякова |   |   | 1 |
| Марина Вдовина     |   |   | 1 |
| Оксана Гертова     |   |   | 1 |
| Сергей Глухов      |   |   | 1 |
| Олеся Глущенко     |   |   | 1 |
| Мария Горбоконь    |   |   | 1 |
| Мария Дроздова     |   |   | 1 |
| Арина Киль         |   |   | 1 |
| Константин Козич   |   |   | 1 |
| Анастасия Косогор  |   |   | 1 |
| Алексей Куликов    |   |   | 1 |
| Елизавета Лебедева |   |   | 1 |
| Дмитрий Миронов    |   |   | 1 |
| Владимир Морозов   |   |   | 1 |
| Кирилл Паранин     |   |   | 1 |
| Юлия Портунова     |   |   | 1 |
| Людмила Прививкова |   |   | 1 |
| Анна Самойлик      |   |   | 1 |
| Виктория Сачкова   |   |   | 1 |
| Станислав Семёнов  |   |   | 1 |
| Василий Тележкин   |   |   | 1 |